# Georges Frêche

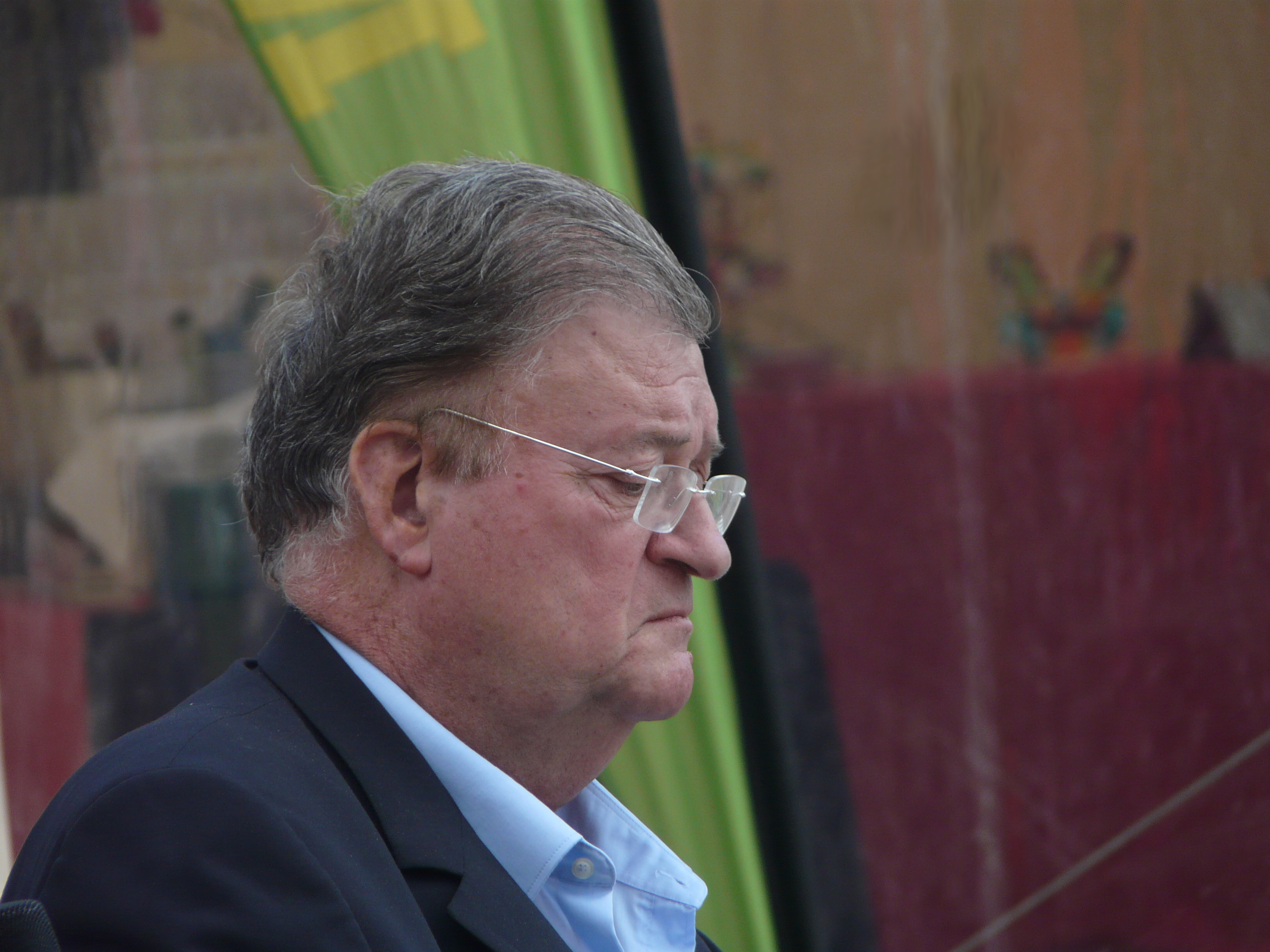
Georges Frêche 2008

Georges Frêche (* 9. Juli 1938 in Puylaurens, Tarn; † 24. Oktober 2010 in Montpellier) war ein französischer Politiker (PS, ab 2007 parteilos). Er war von 1977 bis 2004 Bürgermeister von Montpellier und anschließend bis zu seinem Tod Präsident des Regionalrats von Languedoc-Roussillon.

## Leben und Wirken
Er studierte an der HEC Rechtsgeschichte, spezialisierte sich auf die römische Rechtsgeschichte und war Hochschullehrer an der Universität Montpellier. Er war seit ihrer Gründung 1969 Mitglied der sozialistischen Partei Frankreichs (PS). In seiner Jugend war er in marxistischen und maoistischen Zirkeln und engagierte sich gegen den Kolonialismus und den Algerienkrieg. Später nahm er sich jedoch der Belange der Algerienfranzosen (pieds-noirs) an, die in Montpellier so zahlreich vertreten sind wie in kaum einer anderen französischen Stadt.
Georges Frêche war von 1973 bis 2002 Abgeordneter des Departements Hérault und von 1977 bis 2004 Bürgermeister von Montpellier. Als Oberbürgermeister traf er zuweilen umstrittene Entscheidungen, u. a. für den Bau einer Straßenbahnlinie, des Olympiaschwimmbades und eines Netzes von Bibliotheken inklusive einer großen Zentralbibliothek („Bibliothek Émile Zola“).
Nach den gewonnenen Regionalwahlen im Jahr 2004 trat er vom Posten des Oberbürgermeisters zurück, blieb aber Berater der Stadt Montpellier und Präsident des Ballungsraums Montpellier (Montpellier Agglomération).
Er setzte sich für den Bau einer zweiten Straßenbahnlinie in Montpellier und des Vergnügungsparks „Odysseum“ ein. 2005 versuchte er eine Fusion der Kommunen des Ballungsraumes Montpellier, von Sète und von Méze als Vorspiel eines Großballungsraumes zu erwirken, was jedoch misslang.
Frêche lehnte die Präsidentschaft der Region 1998 Languedoc-Roussillon nach einer Koalition der Partei von Jacques Blanc (damals UDF) mit der rechtsextremen Front National ab. Nach dem Sieg der Linken bei den Regionalwahlen im März 2004 wurde Frêche Präsident der Region Languedoc-Roussillon in einer linken Koalition.
In dieser Position versuchte er, die Region in Septimanie (die Region war unter römischer Herrschaft die siebte Region, daher die Bezeichnung Septimanie) umzubenennen. Weiterhin erhöhte er für die Erneuerung des regionalen Bahnnetzes, den Bau von Gymnasien und die Verstärkung der Deiche der Rhône die Steuern um 38 Prozent.
Montpelliers deutsche Partnerstadt Heidelberg verlieh Frêche 2001 die Ehrenbürgerwürde.

## Kritik
Georges Frêche war zu Lebzeiten für seine kontroversen und zuweilen populistischen Äußerungen berühmt und berüchtigt. Ende Januar 2007 wurde Georges Frêche wegen rassistischer Äußerungen bezüglich der französischen Fußballnationalmannschaft aus der sozialistischen Partei ausgeschlossen.
Frêche hatte vor Regionalpolitikern erklärt: „In dieser Mannschaft sind neun von elf schwarz. Normal wären drei oder vier; das würde die Gesellschaft widerspiegeln. Dass es hier so viele sind, liegt daran, dass die Weißen Nullen sind.“
Im Mai 2006 war er bereits aus Parteigremien ausgeschlossen worden, weil er Franzosen nordafrikanischer Abstammung als „Untermenschen“ beschimpft hatte. Anlass dafür war eine polemische Auseinandersetzung mit einer Gruppe von Harkis, denen er vorwarf, dass sie Mitglieder der UMP seien, obwohl die gaullistischen Parteien sie nach dem Ende des Algerienkrieges im Stich gelassen hätten.